# Loren Acton
Loren Wilber Acton (Lewistown, 7 de março de 1936) é um físico e ex-astronauta norte-americano.
Formado em Filosofia em Física Solar pela Universidade do Colorado em Boulder e em Engenharia Física pela Universidade Estadual de Montana, foi cientista do  Space Sciences Laboratory, Lockheed Palo Alto Research Laboratory na Califórnia. Como pesquisador, seus principais trabalhos incluíam o estudo científico do Sol e demais corpos celestes usando instrumentos espaciais avançados e serviu como co-investigador de uma das experiências solares do Spacelab 2 em 1985.
Ele foi selecionado pela NASA para esta missão do Spacelab em 1978 e após sete anos de treinamento foi ao espaço a bordo da STS-51-F Challenger como especialista de carga da missão, passando cerca de 190 horas em órbita.
Depois deste voo deixou a NASA e dedicou-se a trabalhar como professor-pesquisador de Física Solar onde havia se formado, a Universidade Estadual de Montana.